# المركز الوطني لاستطلاعات الرأي العام
المركز الوطني لاستطلاعات الرأي العام (رأي)، يعد أول مركز سعودي معتمد رسميا لإجراء وتنفيذ استطلاعات الرأي العام في المملكة. تأسس في العام 1437هـ وهو أحد مبادرات مركز الملك عبد العزيز للحوار الوطني.

## الأهداف
- دعم توجهات الدولة في نشر مبادئ الحوار والمشاركة والشفافية.
- تعزيز مشاركة المواطن في صنع السياسات والقرارات الحكومية.
- تعزيز قنوات الاتصال بين أفراد المجتمع والأجهزة الحكومية ومؤسسات المجتمع المدني.
- تقديم نتائج وتقارير علمية وموثوقة حول قضايا المجتمع المختلفة.
- المساهمة في تطوير وتحسين البرامج والخدمات الحكومية.[3]